# Torre d'Ivorra
La Torre d'Ivorra és l'única resta visible de l'antic castell medieval d'Ivorra, a la Segarra, bastit cap a l'any 1000. És la torre mestra, que destaca sobre la resta d'edificis amb els seus 20 m d'alçada. Al voltant de la torre va créixer la vila del mateix nom, closa per la muralla que l'envoltava i tancava. És un monument declarat bé cultural d'interès nacional.

## Història de la Vila Closa i el Castell d'Ivorra
El 1031 s'esmenta el topònim Ivorra i el 1042 tenim la primera referència al castell quan Guitart i el seu fill Arnau vengueren a Ramon i la seva esposa Sança una vinya que tenien «infra terminos chastro Hivorra» (paguen 7 sous i 4 argenços). El domini eminent del lloc era en mans d'Ermengol IV d'Urgell qui, l'any 1076 feu donació de les esglésies d'Ivorra a la canònica de Santa Maria de Solsona, donació que comportaria totes les propietats dels temples i que convertia a la canònica en un dels senyors principals d'Ivorra. El paborde de Solsona tenia el dret de nomenar els castlans. El domini eminent del terme, això no obstant, devia continuar en mans del comtes d'Urgell, cosa que confirmen diversos documents.
La castlania del castell va donar lloc al segle xii a un llinatge de castlans cognomenat Ivorra. El 1132 Pere Guillem d'Ivorra apareix, junt amb esposa i fill, documentat llegant, unes propietats a la canònica solsonina. Molts membres del llinatge Ivorra foren canonges de Solsona. Ermengol VII d'Urgell, el 1167, llega el «kastrum d'Ivorra» al seu fill Ermengol VIII d'Urgell. A finals del s. XII hi ha notícies de la intervenció al terme dels Òdena i els Cervera, els quals hi devien posseir drets. El 1196, Ramon d'Òdena llegava la fortalesa al seu fill Ramon.
Segurament per parentiu, el castell passà al vescomtat de Cardona. Així, en una relació dels castells i feus de l'esmentat vescomtat de l'any 1314, s'hi consigna el castell i lloc d'Ivorra com pertanyent al vescomte Ramon Folc VI. El 1325 tenia 25 focs i consta com a integrat al comtat de Cardona. Durant els segles xiv i xv, la castlania continuarà en mans dels Ivorra però la propietat eminent serà dels Cardona (comtat i després ducat) fins a l'abolició de les jurisdiccions senyorials, desamortització, al segle xix.

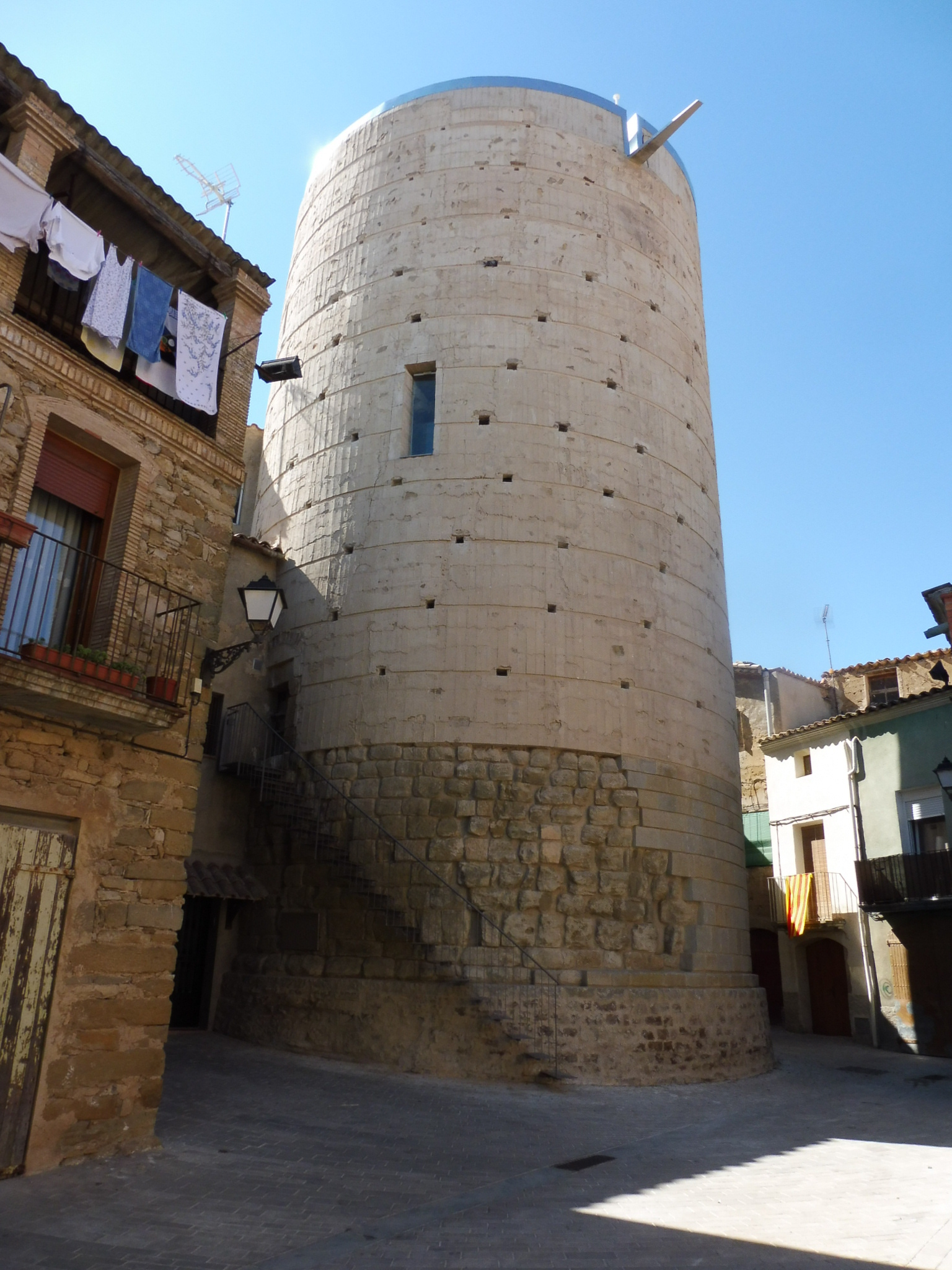
La torre d'Ivorra, restaurada (març 2016)

### La torre
Avui dia, l'única resta visible del castell és la torre mestra. És de base circular, té uns 20 m d'alçada i la porta d'accés estava segurament situada al nord i a 4 m d'alçada. A l'exterior, la torre conserva a la part baixa el parament original fet de grossos carreus de pedra força benescairats. Al costat meridional hi ha com a basament tres filades de pedres calc'aries de mida més petita i de forma rectangular. La construcció fou aprofitada per a instal·lar-hi, a la prat superior, un dipòsit d'aigües. El primer pis s'habilità com a presó municipal.
La datació, difícil, es basa en la seva ubicació com a lloc central de la població i en el fet d'estar en una contrada fronterera. Es proposa en un moment proper al canvi de mil·lenni.
Durant les guerres de Successió i del Francés la torre va quedar escapçada. Posteriorment, els carlins van remuntar-la i sobre els carreus medievals restants hi van col·locar tapieres de guix, un recurs lògic per a una construcció militar en una zona, la vall del Llobregós, on abunden les guixeres. A l'interior, el guix es va barrejar amb pedres tot formant capes i es van obrir espitlleres per als fusellers.
Acabades les guerres carlines, el pis de sota va ser una presó. I va arribar als anys cinquanta del segle XX en un estat lamentable: el guix absorbeix l'aigua i es degrada amb facilitat. Aleshores, l'Ajuntament va reclamar que la tiressin a terra pel perill de despreniments, però el govern espanyol va apostar per estabilitzar-la. La van escatar, i va perdre uns 30 centímetres de gruix, tot buscant les pedres del morter i recobrint-la amb morter de calç exteriorment. De fet, doncs, el que es veia abans de l'actual reforma era part de la pedra del morter de guix interior. Als anys setanta la van “desfigurar”, apuntalant-la amb un contrafort. La foto de dalt a la dreta mostra com era al 2011.
A principis de la decada de 2010 es va plantejar la seva restauració, i es va decidir posar l'èmfasi en la recuperació del sistema constructiu amb tapieres de guix exteriors. S'ha usat morter de guix, i s'ha restaurat el gruix original de la construcció carlina recuperant els nivells, veient-se els negatius de les barres de fusta que creuaven l'antic morter, deixant intacta i visible la base de carreus medievals, acabant-se en 2016.
Poc després d'aquesta restauració es detecten esquerdes i caigudes de material. es procedeix a la instal·lació d'una corona metal.lica que protegeixi els 4 metres superiors i que impedeixi la caiguda de material mentre no es faci una restauració definitiva.

### La vila closa
Es conserven senyals del traçat dels carrers situats a l'oest del castell. Un conjunt de carrerons estrets que situaven les cases de manera circular i que quedava completament tancat dins la muralla de la qual es conserven alguns trams. En resta també el portal situat a l'oest de la part baixa format per un gran arc adovellat.
Sota la Plaça Major del poble hi ha un monument singular que avui dia s'usa com a espai cultural després de la restauració feta l'any 1992. És 1’antiga cisterna de la població, edificació de planta rectangular coberta amb volta de quart d'esfera i presenta una obertura quadrada al mig per a accedir-hi des de fora. Interiorment té tres permòdols que devien servir per a sostenir una doble viga paral·lela. A la part alta del mur de ponent es veu l'entrada d'aigua que alimentava la cisterna. Excavada en roca sorrenca, la part interior de les parets era arrebossada per un ciment que es fixà als carreus del murs mitjançant el picat de la pedra. Segurament és per això que només hi ha una marca de picapedrer visible a la volta. Datació difícil. Aparença medieval però podria ser posterior. La marca de picapedrer permet situar-ne la construcció a finals del segle xiii. Pel que fa a ús i durada, amb l'arrebossat que es degué fer en època postmedieval per a impermeabilització, es prolongarà fins a començament del segle xx.